# Come Sail Away
「Come Sail Away」是美國搖滾樂隊冥河合唱團演唱的一首歌曲，首度發行於1977年。其收錄於樂隊的第七張錄音室專輯《The Grand Illusion》中的第一首。這首歌發行後，在美國《告示牌》百大單曲榜取得第8名，令《The Grand Illusion》專輯在1978年獲得多項白金銷售認證、並在其他國際榜單上取得不俗成績，成為冥河合唱團最成功的單曲之一。

## 歌曲背景與創作
「Come Sail Away」是一首典型的前衛搖滾與舞臺搖滾的結合，由丹尼斯·德扬作詞作曲。他在《錄音室中》報導《The Grand Illusion》製作過程的專訪中，表示自己在寫了《Equinox》與《Crystal Ball》後，發現銷量不如《Lady》時陷入低潮。
歌詞中描述了一位敘述者，在反思人生與自由時，決定「揚帆遠航」。這段歌詞以「航行」（sailing）來比喻追夢的歷程。歌曲中後段提及了幻想、以「童年玩伴」象徵懷舊情懷、還有以「天使」暗示宗教主題等。歌曲最後講到了原本航行的帆船，變成了星際飛船，說明「他們登上了星際飛船、奔向星空」（they climbed aboard their starship and headed for the skies）。曲風則包含以鋼琴和合成器搭配的抒情旋律為開頭、中間以合成器與豐富和聲演奏推進、最後以強勁的吉他重音做結。

## 銷量紀錄
| 排行榜（1977-1978）          | 最高位 |
| ---------------------------- | ------ |
| 加拿大（《RPM》热门单曲榜）  | 9      |
| 加拿大（CRIA）               | 14     |
| 美国（《告示牌》百大單曲榜） | 8      |

| 排行榜（1978）                      | 最高位 |
| ----------------------------------- | ------ |
| 加拿大（《RPM》热门单曲榜）         | 82     |
| 美國（喬爾·惠特本的《Pop Annual》） | 67     |

## 評價與地位
《錢櫃》雜誌評論「Come Sail Away」歌曲為：「主旋律以孤獨的聲音，導入輕柔的鋼琴伴奏開篇，看似平靜，實則暗藏玄機：其隨之而來的鼓點、吉他和歌聲狂野爆发，驚奇地顛覆聽者預期。」《Record World》則評論：「歌曲旋律相當動人；而想遠走高飛的訊息，也與七十年代的精神很合搭。」
《Classic Rock》的音樂評論家Malcolm Dome把「Come Sail Away」評為冥河合唱團第七佳的曲子，稱讚其為「有史以來最棒的謠曲之一」。
在美國，「Come Sail Away」登上《告示牌》百大單曲榜的第8名；並在《錢櫃》以第9名之姿維持兩星期。在加拿大，歌曲也登上第9名。在冥河合唱團成軍的芝加哥，歌曲也在當地超級站WLS-AM排行榜以第3名維持兩星期、最終年排名則為第26名。

## 外部連結
- AllMusic的Song Review
- YouTube上的Listen to "Come Sail Away"

Template:Styx